# Donny Crevels
Donny „The Don” Crevels (ur. 6 lutego 1974 roku w Amsterdamie) – holenderski kierowca wyścigowy.

## Kariera
Crevels rozpoczął karierę w międzynarodowych wyścigach samochodowych w 1993 roku od startów w Formule Opel Lotus Nations Cup, gdzie uplasował się na dziewiątej pozycji w klasyfikacji generalnej. Rok później w tej samej serii był już mistrzem. W późniejszych latach Holender pojawiał się także w stawce Holenderskiej Formuły Opel Lotus, Formuły Opel Lotus Euroseries, Formuły Opel Euroseries, Masters of Formula 3, Włoskiej Formuły 3, Grand Prix Makau, Zandvoort 500, Fly You Clio Renault Sport Cup, Dutch Supercar Challenge, 24-godzinnego wyścigu Le Mans, Niemieckiego Pucharu Porsche Carrera, V8Star Germany, MW V6 Series, Le Mans Endurance Series, FIA GT Championship, ELF BRL V6, American Le Mans Series, Le Mans Series, Ford BRL V6, Dutch Winter Endurance Series, Tango Dutch GT4 oraz Raceway Venray BRL V6.
W 1998 roku Holender pełnił funkcję kierowcy testowego ekipy Minardi w Formule 1.

## Wyniki w 24h Le Mans
| Rok  | Zespół               | Partnerzy                        | Samochód               | Klasa  | Okr. | Poz. | Klasa Pos. |
| ---- | -------------------- | -------------------------------- | ---------------------- | ------ | ---- | ---- | ---------- |
| 2001 | Racing for Holland   | Jan Lammers Val Hillebrand       | Dome S101-Judd         | LMP900 | 156  | NU   | NU         |
| 2005 | Spyker Squadron b.v. | Tom Coronel Peter van Merksteijn | Spyker C8 Spyder GT2-R | GT2    | 76   | NU   | NU         |
| 2006 | Spyker Squadron b.v. | Peter Dumbreck Tom Coronel       | Spyker C8 Spyder GT2-R | GT2    | 40   | NU   | NU         |